# Родионовка (Неклиновский район)
Родио́новка — хутор в Неклиновском районе Ростовской области.
Входит в состав Андреево-Мелентьевского сельского поселения.

## Население
| 2010 |
| ---- |
| 252  |

## Улицы
- ул. Ленина,
- ул. Мирная,
- ул. Социалистическая.